# 净计量电价
净计量电价（英語：Net Metering）是一项电力政策，该政策使拥有可再生能源发电设施的消费者可以根据向电网输送的电量，从自己的电费账单上扣除一部分，也就是只计算“净消费”。净计量电价一般用于用户端的小型发电设施，如风能、太阳能光伏、家用燃料电池、V2G电动车等。
如今欧美地区所使用的电表，绝大多数都可以进行双向计量，因此采取净计量的方式基本上没有额外的成本。
因此，净计量电价与上网电价补贴政策以及智能电表的应用不同，它不需要提前签订合约，改换设备（欧美而言），是一种简单易行的计量方式。
净计量电价是针对用户端的绿色政策。虽然它使得消费者有机会安装自己的可再生能源装置，但由于它不提供额外的补助，个人用户就必须承担绿色电力相对高昂的成本。同时，在应用层面，个人用户也难以与大型的电力公司进行净计量方面的协商。
具体而言，虽然各国甚至各地区的净计量电价法规都有很大差异，比如减免额的延后期限的长短，减免额的计算是根据零售还是批发电价等问题。但是，净计量政策基本上都是以千瓦·时为单位，按月结算的，另外还要收一小笔连接费。

## 美国

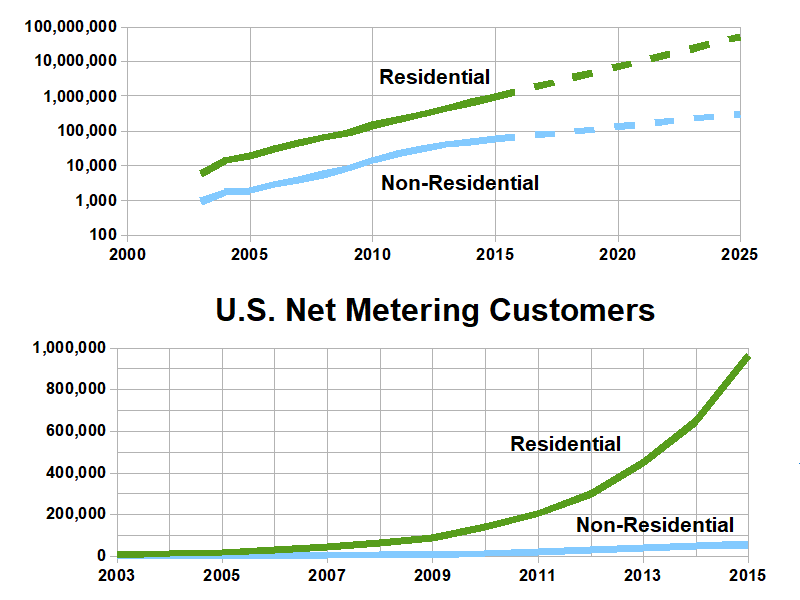
美国净计量电价的增长

在美国，作为2005年能源政策法案的一部分，联邦规定所有电力公司，必须提供净计量电价给有需要的消费者。

## 加拿大
在加拿大，安大略省、卑詩省、新不伦瑞克省等省份都有净计量电价政策。

## 欧盟
在1998年中期，丹麦建立私人拥有的光伏系统的净计量电价为期四年的试点期。在2002年的净计量电价的计划再延长4年，直至2006年结束。净计量电价已被证明是廉价、易于管理和有效的方式，刺激部署在丹麦的太阳能光伏，但相对短的时间窗的安排，至今无法达到充分发挥其潜力。在2005年的秋天的政治谈判中，私人拥有的光伏系统净计量电价被永久化。
意大利提供了一个非常有吸引力的支援计划，混合了净计量电价和保费以及分段。
在英国，政府认为净计量会造成电价增值税计算方面的问题，不过，政策仍在部分地方试行。